# فاوستو بينتو
فاوستو بنتو روزاس (بالإسبانية: Fausto Manuel Pinto Rosas)‏ (8 أغسطس 1983 بكولياكان في المكسيك - ) هو لاعب كرة قدم مكسيكي في مركز الدفاع. شارك مع منتخب المكسيك لكرة القدم ومنتخب المكسيك تحت 20 سنة لكرة القدم. أما مع النوادي، فقد لعب مع كروز آزول ونادي باتشوكا ونادي تولوكا.

## مسيرته الكروية
لعب فاوستو بينتو خلال مسيرته الاحترافية مع 5 أندية في واحد وعشرون موسمًا ولم يسجل خلالها أي هدف ضمن 388 مباراة. حيث فاز في موسم واحد بالكأس وفي أربعة مواسم بالدوري.
خاض فاوستو بينتو مسيرته مع نادي باتشوكا في موسم 2001–02 ليلعب معه ثمانية مواسم، مشاركًا في 154 مباراة ولم يسجل أي هدف. ثم انتقل إلى نادي كروز آزول في موسم 2008–09 في المرة الأولى ليلعب معه خمسة مواسم ثم في موسم 2013–14 واستمر معه طيلة ثلاثة مواسم، حيث شارك طوالها في 176 مباراة ولم يسجل أي هدف أيضًا. لينتقل بعدها إلى نادي تولوكا في موسم 2012–13 ولمدة موسمين، مشاركًا في 28 مباراة ولم يسجل أي هدف أيضًا. ثم انتقل إلى دورادوس سينالوا في موسم 2016–17 ولمدة موسمين، مشاركًا في 15 مباراة ولم يسجل أي هدف أيضًا.

## روابط خارجية
- فاوستو بينتو على موقع الاتحاد الدولي (مؤرشف)  (الإنجليزية)
- فاوستو بينتو على موقع قاعدة بيانات كرة القدم.إي يو (الإنجليزية)
- فاوستو بينتو على موقع ناشيونال فوتبول تيمز (الإنجليزية)
- فاوستو بينتو على موقع Soccerway.com (الإنجليزية)
- فاوستو بينتو على موقع AS.com (الإسبانية)